# DevilDriver (álbum)
DevilDriver es el álbum debut de la banda homónima fundada por Dez Fafara, exvocalista de Coal Chamber.
Del disco se extrajeron los sencillos «Nothing's Wrong?» y «I Could Care Less», utilizados en las series de televisión Headbangers Ball y Uranium, respectivamente.
La canción «Devil's Son» se escucha en el sexto episodio de Scrubs.

## Lista de canciones
1. «Nothing's Wrong?» – 2:37
2. «I Could Care Less» – 3:37
3. «Die (And Die Now)» – 2:59
4. «I Dreamed I Died» – 3:29
5. «Cry for Me Sky (Eulogy of the Scorned)» – 4:01
6. «The Mountain» – 4:05
7. «Knee Deep» – 3:11
8. «What Does It Take (To Be a Man)» – 3:13
9. «Swinging the Dead» – 3:37
10. «Revelation Machine» – 3:30
11. «Meet the Wretched» – 4:07
12. «Devil's Son» – 2:49

## Sencillos
- «Nothing's Wrong?»
- «I Could Care Less»

## Personal
- Dez Fafara: voz
- Evan Pitts: guitarra
- Jeff Kendrick: guitarra
- Jon Miller: Bajo
- John Boecklin: batería
- Mike Doling: guitarra en «Devil's Son»

- Datos: Q73785